# Rudolf Polzhofer
Rudolf Polzhofer (11. listopadu 1849 Uherský Ostroh – 11. listopadu 1919 Vídeň) byl rakouský politik německé národnosti z Dolních Rakous, na konci 19. století poslanec Říšské rady.

## Biografie
Narodil se roku 1849. Jeho otec byl vyznamenaným vojákem. Profesí byl majitelem šenku.
Od roku 1886 zasedal v okresním zastupitelstvu v Mariahilfu a byl i členem vídeňské obecní rady.
Byl i poslancem Říšské rady (celostátního parlamentu Předlitavska), kam usedl ve volbách roku 1891 za kurii venkovských obcí v Dolních Rakousích, obvod Hietzing, Bruck atd. Mandát zde obhájil i ve volbách roku 1897. Ve volebním období 1891–1897 se uvádí jako Rudolf Polzhofer, obchodník s čajem a rumem, bytem Vídeň.
Po volbách v roce 1891 ho Národní listy řadí mezi kandidáty nacionalistického Deutschnationale Vereinigung (Deutsche Nationalpartei). Po jistou dobu byl pouze hospitantem tohoto klubu, ale počátkem května se stal přímo členem poslanecké skupiny Deutschnationale Vereinigung. Po volbách v roce 1897 je uváděn coby kandidát Německé lidové strany. V parlamentu se profiloval jako obhájce zájmů hostinských a vyjadřoval se k hospodářským otázkám. V parlamentních volbách roku 1901 ze zdravotních důvodů nekandidoval.